# Нікокл (цар Пафоса)
Нікокл (дав.-гр. Νικοκλῆς;, помер 306 до н. е.) — правитель міста-держави Пафос на острові Кіпр. 

## Життєпис
Син царя Тімарха. Під час свого правління переніс столицю своєї держави з Палеа-Пафоса (зараз село Куклія) до Неа-Пафос (зараз район Пафоса Като-Пафос). У 321 році уклав союз з правителем Єгипту Птолемеєм I, підтримавши його у боротьбі з Пердіккою та Антігоном Однооким.
Але після 310 року до н. е., після того як Птолемей I Сотер отримав владу над усім отровом, Нікокл почав секретні переговори з Антігоном. Коли про це дізнався правитель Єгипту, то він відправив військо під керівництвом своїх друзів Аргея та Каллікрата. Їх метою було завадити іншим містам Кіпру контактувати з Антігоном.
У 306 році війська Птолемея оточили палац Пафоса та наказали Нікоклу накласти на себе руки, що той і зробив разом зі своїми братами. Жінка правителя, Аксіотея, вбила своїх дочок, щоб вони не потрапили до греків, після чого підпалила палац, де й згоріла вся царська сім'я Пафоса.